# Coptodisca condaliae
Coptodisca condaliae is een vlinder uit de familie van de Heliozelidae. De wetenschappelijke naam van de soort is voor het eerst geldig gepubliceerd in 1900 door Busck.